# Irving Wallace

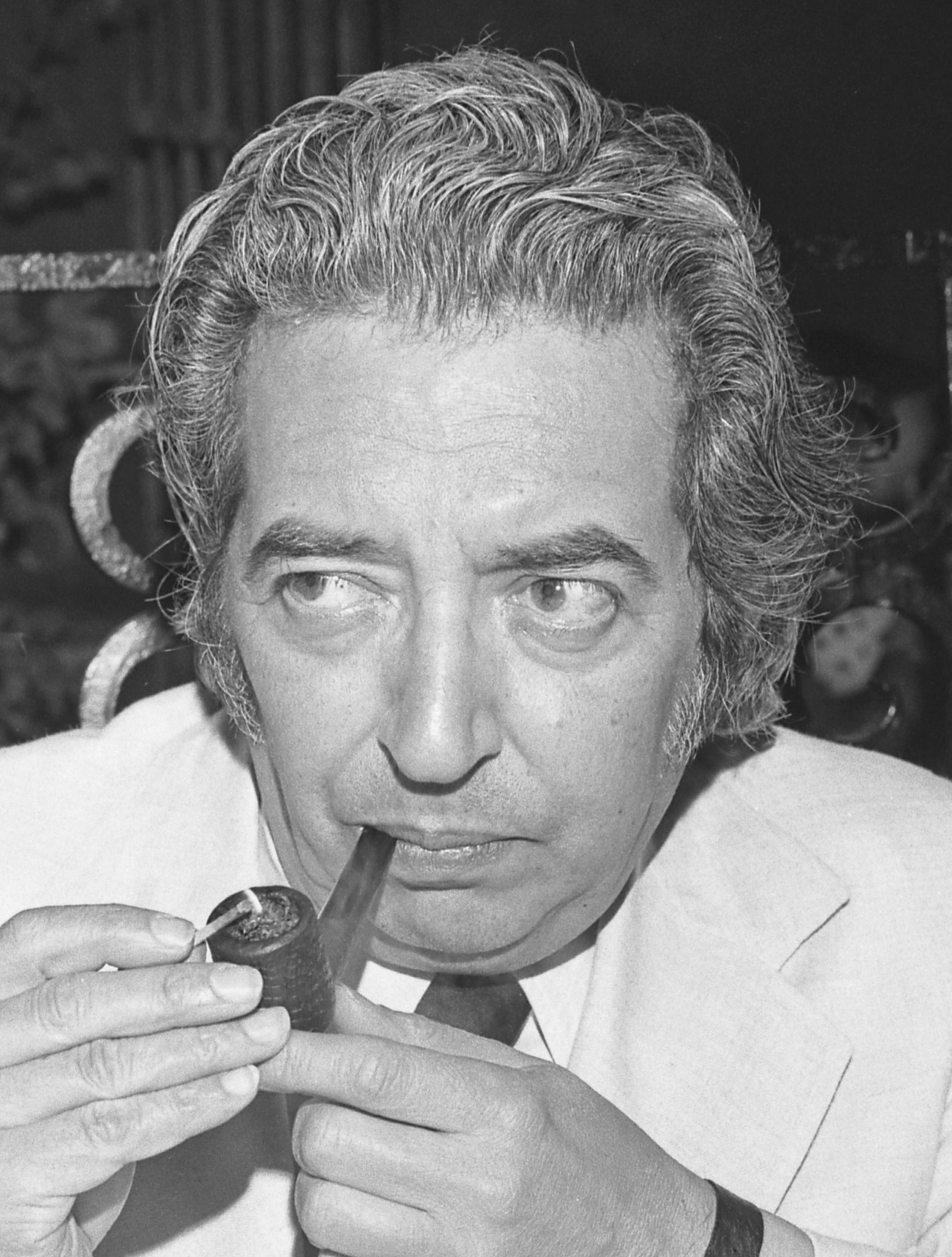
Irving Wallace in 1972

Irving Wallace (Chicago, 19 maart 1916 – Los Angeles, 29 juni 1990) was een Amerikaans schrijver van romans en feitenboeken. Hij was van Russisch-Joodse afkomst en schreef in totaal 33 boeken, die vertaald werden in 31 talen.

## Leven
Wallace, die oorspronkelijk Wallechinsky heette, schreef eerst voor Amerikaanse bladen en kreeg na zijn diensttijd in de Tweede Wereldoorlog de kans om als scenarioschrijver in Hollywood te werken, waar hij van 1950 tot 1955 actief was. Daarna begon hij boeken te schrijven, waarvan een van de bekendste The Chapman Report (1960) was, een geromantiseerde versie van het Kinsey Report. Hij had ook veel succes met The Prize (1962), The Word (1972) en The Fan Club (1974). De meeste van zijn werken zijn vertaald in het Nederlands.
Zijn bekendste, en meest opvallende non-fictie werken waren The People's Almanac (1975) en The Book of Lists (1977, 1980, 1983).

## The People's Almanac
The People's Almanac I is de eerste (1480 pagina's dundruk!) van een serie naslagwerken, volgepakt met nuttige en schijnbaar onnutte kennis, trivia kortom, die vanaf 1975 door Irving Wallace en zijn zoon David Wallechinsky werd gepubliceerd, onder het motto van Jean de La Bruyère (1645-1696) "Het tegenovergestelde van wat algemeen voor waar wordt aangenomen is vaak de waarheid", waarvan het artikel, onder het lemma Assassinations, over de moord op John F. Kennedy (pag. 597), een sprekend voorbeeld is, omdat het, ver voordat de gangbare versie van de moord op Kennedy door de film JFK in twijfel werd getrokken, een veel waarschijnlijker lezing van de achtergronden en ware motieven van de moord schetst, in een overtuigend artikel van de redacteuren Bill Carero en Rusty Rhodes.
De titel van het boek, De Volksalmanak, dekt de lading in zoverre, dat er een olympische poging wordt gedaan om tussen alle trivia door, ook onwelkome of onaangename waarheden met het gewone volk te delen, of deze nu van politieke of libertijnse aard zijn, waardoor de auteurs in de VS als 'liberals', dus in de 'linkse hoek' werden weggezet, die echter niet schroomden het boek een evenzeer dubbelzinnige, als provocerende titel te geven in de, door de Vietnam-oorlog gepolariseerde, samenleving van de VS van de jaren 70 van de 20e eeuw, de tijd waar er nog sprake was van een Volks'politie in de communistische DDR naast een Volks'wagen in het buurland, de Bondsrepubliek Duitsland.

## The Book of Lists
De vierdelige serie The Book of Lists is ongetwijfeld de voorloper van een onnoemelijke hoeveelheid 'lijstjes', die al of niet gebundeld, in de jaren na de eerste publicatie in 1977 furore maakten. The Book of Lists kent lijstjes als:
- "Slechtste plekken om te liften"
- "Door Ronald Reagan verkeerd geciteerde mensen"
- "Hondenrassen die mensen het meest en het minst bijten"

## Bron
David Wallechinsky en Irving Wallace, The People's Almanac, 1975, Uitgeverij Doubleday & Company, Garden City, NY; ISBN 0-385-04060-1
De flaptekst van deel 1: THE PEOPLE'S ALMANAC -the first reference book ever prepared to be read for pleasure- contains over 1 million words. Its contents are equal to 10 normal-sized books. It covers more than 25.000 major entries, and features 952 special articles. It probes behind the facts to offer inside information as well as constant entertainment.
- Bibsys: 90057038
- Biblioteca Nacional de España: XX950970
- Bibliothèque nationale de France: cb11928822q (data)
- CiNii: DA03500746
- Gemeinsame Normdatei: 124599508
- International Standard Name Identifier: 0000 0001 0898 3927
- Library of Congress Control Number: n79032279
- Nationale Bibliotheek van Letland: 000149535
- Bibliotheek van het Japanse parlement: 00460091
- Nationale Bibliotheek van Tsjechië: kup19950000109614
- Nationale Bibliotheek van Israël: 987007304583305171
- Nationale Bibliotheek van Polen: a0000001838027
- Nederlandse Thesaurus van Auteursnamen: 06896336X
- SNAC: w6tm7r24
- Système universitaire de documentation: 027192067
- Virtual International Authority File: 49232921
- WorldCat: E39PBJkXv7gjrXBhtY4mRfmw4q